# Lajes (Seia)
Lajes is een plaats (freguesia) in de Portugese gemeente Seia en telt 309 inwoners (2001).